# Macroglossum kleineri
Macroglossum kleineri là một loài bướm đêm thuộc họ Sphingidae. Nó được tìm thấy ở Sulawesi.